# Plutonia Plarre

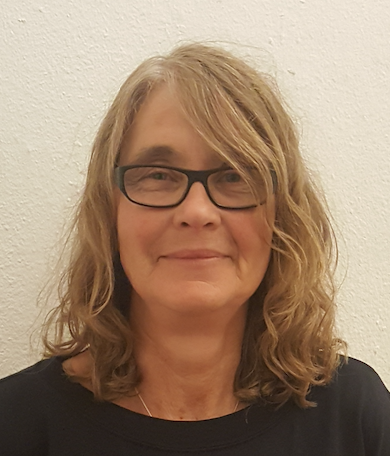
Plutonia Plarre, 2020

Plutonia (eigentlich: Ortrud) Plarre (* 20. Juni 1955 in Oschersleben) ist eine deutsche Journalistin und Filmemacherin.

## Leben
Plarre ist Tochter des Botanikers Werner Plarre und wuchs in Berlin-Dahlem auf. Seit 1979 ist sie Mitarbeiterin der taz. Sie arbeitet seit 1986 als Redakteurin im Berlin-Teil mit den Themenschwerpunkten Inneres, Justiz, Polizei und Gesellschaft.
2012 erhielt sie für die Fotofilm-Reihe berlinfolgen gemeinsam mit sieben weiteren Verantwortlichen den Grimme Online Award. 2014 erschien ihr 60-minütiger Dokumentarfilm „Dritte Kasse bitte!“ Sihiab Ahmed und seine Söhne.